# Rhysophora ardoceras
Rhysophora ardoceras är en tvåvingeart som beskrevs av Wayne N. Mathis 1977. Rhysophora ardoceras ingår i släktet Rhysophora och familjen vattenflugor.
Artens utbredningsområde är Costa Rica. Inga underarter finns listade i Catalogue of Life.